# گورونیوسور
گورونیوسور(نام علمی: Goronyosaurus) نام یک سرده از تیره موساسوریان است.